# Das Empire Team
Das Empire Team (Originaltitel: Empire Records) ist eine US-amerikanische Coming-of-Age-Filmkomödie aus dem Jahr 1995. Regie führte Allan Moyle, das Drehbuch lieferte Carol Heikkinen. In den Hauptrollen sind Anthony LaPaglia, Rory Cochrane, Renée Zellweger und Liv Tyler zu sehen. Handlungsort ist ein von Insolvenz bedrohter Plattenladen, dessen Mitarbeitenden einen Tag lang begleitet werden. Gemeinsam versucht das Team zu verhindern, dass der Laden an eine große Kette verkauft wird. Hierbei treten die verschiedenen zwischenmenschlichen Beziehungen zwischen den Figuren ebenso hervor wie ihre je eignen Probleme und Sorgen.
Das Empire Team wurde in den Vereinigten Staaten am 22. September 1995 vom Studio Warner Bros. in die Kinos gebracht, erhielt eher negative Kritiken und floppte an der Kinokasse, wo er in Nordamerika insgesamt 303.841 Dollar bei einem Budget von 10 Millionen Dollar einbrachte. Trotzdem war der Film für viele seiner Darstellerinnen und Darsteller ein Sprungbrett zu einer größeren Karriere.

## Handlung
Im kleinen Plattenladen Empire Records in Delaware wird der Angestellte Lucas vom Filialleiter Joe damit beauftragt, den Laden zu schließen. Während er in Joes Büro die Tageseinnahmen zählt, erfährt Lucas, dass der Laden verkauft und in eine Filiale von Music Town, einer großen nationalen Kette, umgewandelt werden soll. Entschlossen, den Laden unabhängig zu halten, heckt Lucas einen Plan aus: Er nimmt den gesamten Safeinhalt von etwa 9.000 Dollar mit in ein Casino in Atlantic City, um sie beim Glücksspiel zu vervierfachen. Obwohl er das Geld beim ersten Wurf erfolgreich verdoppelt, verliert er beim zweiten Wurf alles.
Am nächsten Morgen finden die Empire-Mitarbeiter A. J. und Mark Lucas, der ihnen von den Ereignissen der vergangenen Nacht erzählt, bevor er mit seinem Motorrad davonfährt. Joe trifft ein und erhält bald Anrufe wegen der fehlenden Einzahlung der Tageseinnahmen, sowohl von der Bank als auch vom Eigentümer des Ladens, Mitchell Beck.
Andere Mitarbeiter treffen ein, darunter die strebsame Highschool-Schülerin Corey und ihre beste Freundin Gina. Auch Debra, die offenbar einen Selbstmordversuch überlebt hat, trifft ein. Debra geht dann ins Badezimmer und rasiert sich den Kopf. Nach Lucas’ Ankunft konfrontiert Joe ihn mit der fehlenden Kaution und Lucas bestätigt, dass das Geld verloren gegangen ist. Joe erklärt den Angestellten seinen Plan; er hatte genug Geld gespart, um Miteigentümer des Ladens zu werden, um dessen Eigenständigkeit zu retten, aber jetzt würden ihm 9.000 Dollar fehlen, da er das fehlende Geld erstatten müsse.
An jenem Tag, an dem der Film spielt, steht im Plattenladen der „Rex-Manning-Day“ an. Bei Rex Manning handelt es sich um einen fiktiven, also nur im Film existierenden ehemaligen Pop-Star, der nun durch die Plattenläden zieht, um Autogrammstunden zur Bewerbung seines neuesten Albums zu geben. Die wenig begeisterten Mitarbeiter machen sich sowohl über Manning als auch über die Veranstaltung lustig, und schließlich sind viele der Fans, die ihn treffen wollen, entweder ältere Frauen oder homosexuelle Männer.
Lucas nimmt derweil einen jungen Ladendieb fest, der seinen Namen nicht sagen mag und sich als „Warren Beatty“ ausgibt. Er wird von der Polizei abgeführt, schwört aber, zurückzukehren und sich zu rächen.
Von Gina ermutigt, gibt Corey ihrer Schulmädchenschwärmerei für Manning nach, indem sie versucht, ihn zu verführen. Angewidert von der Reaktion Mannings fühlt sie sich gedemütigt und niedergeschlagen. Ausgerechnet in diesem Moment gesteht A. J. ihr seine Liebe. Corey reagiert überfordert und flieht aus der Situation. Nachdem Gina und Corey sich gestritten haben, hat Gina Sex mit Manning. Als die Angestellten dies entdecken, greift A. J. Manning an. Gina enthüllt Coreys Tablettensucht, Corey verwüstet daraufhin hysterisch den Laden und Joe fordert Manning auf, zu gehen.
Die depressive Debra versucht, Corey aufzumuntern, und im Gegenzug hält Corey mit der gesamten Belegschaft eine Scheinbeerdigung für Debra ab. Der Ladendieb, den nun alle Warren nennen, kehrt mit einer Waffe zurück (die jedoch mit Platzpatronen geladen ist) und wird nach einigen Diskussionen von Joe in das Team aufgenommen.
Gemeinsam versuchen die Mitarbeiter nun, das fehlende Geld aufzutreiben. Sie organisieren eine Benefizparty mit einem Konzert auf dem Dach des Ladens, durch das der ausstehende Betrag eingenommen werden kann. Joe übergibt Mitchell das gesammelte Geld, woraufhin dieser ihm anbietet, den Laden günstig zu kaufen, da er nicht mehr mit Empire Records zu tun haben will.
Corey findet A. J. schließlich auf dem Dach, wo er das Firmenschild repariert, und gesteht ihm, dass sie ihn ebenfalls liebt. Er beschließt, die Kunstschule in Boston zu besuchen, um in ihrer Nähe zu sein, während sie an der Harvard University studiert. Sie küssen sich, und die Mitarbeiter beenden den langen Tag mit einer Tanzparty auf dem Dach.

## Kritik
„Unterhaltsame Jugendkomödie mit viel aktueller Popmusik“